# مانويل روساس
مانويل روساس سانتشيز (بالإسبانية: Manuel Rosas Sánchez)‏ (17 أبريل 1912 – 20 فبراير 1989) لاعب كرة قدم مكسيكي راحل شارك مع منتخب بلاده في بطولة كأس العالم لكرة القدم 1930 التي أقيمت في الأوروغواي . كان أول لاعب في تاريخ البطولة يسجل بنجاح من نقطة الجزاء وكان في مرمى منتخب الأرجنتين وبذلك أصبح في ذلك الوقت أصغر لاعب يسجل في البطولة ثم حطم رقمه القياسي البرازيلي بيليه في بطولة 1958 التي أقيمت في السويد وبالتالي أصبح ثاني أصغر لاعب يسجل في البطولة . شقيقه الأكبر فيليب كان يلعب معه في نادي أتلانتي . .

## روابط خارجية
- مانويل روساس على موقع الاتحاد الدولي (مؤرشف)  (الإنجليزية)
- مانويل روساس على موقع قاعدة بيانات كرة القدم.إي يو (الإنجليزية)
- مانويل روساس على موقع ناشيونال فوتبول تيمز (الإنجليزية)
- مانويل روساس على موقع Soccerway.com (الإنجليزية)
- مانويل روساس على موقع عالم كرة القدم.نت (الإنجليزية)
- مانويل روساس على موقع كووورة